# Rıza Çalımbay
Rıza Çalımbay   (Sivas, 2 de febrer de 1963) és un exfutbolista turc de la dècada de 1980 i entrenador.
Fou 38 cops internacional amb la selecció turca. Pel que fa a clubs, defensà els colors de Beşiktaş JK.
Posteriorment ha estat entrenador a diversos clubs turcs com Antalyaspor.

## Palmarès
Beşiktaş
- Süper Lig: 1981-82, 1985-86, 1989-90, 1990-91, 1991-92, 1994-95
- Copa turca de futbol: 1988-89, 1989-90, 1993-94
- Supercopa turca de futbol: 1986, 1989, 1992, 1994
- Copa del Primer Ministre turca de futbol: 1988
- Copa de l'Associació d'Escriptors d'Esports Turcs: 1983, 1984, 1988, 1989, 1990, 1993, 1996